# Joseph Klapper
Joseph Klapper (* 11. Mai 1880 in Habelschwerdt, Landkreis Habelschwerdt, Provinz Schlesien; † 17. September 1967 in Erfurt, DDR) war ein deutscher Philologe und Altphilologe sowie Volkskundler für religiöses und schlesisches Brauchtum im Mittelalter.

## Leben
Joseph Klapper stammte aus der vormaligen Grafschaft Glatz. Nach dem Abitur am Königlichen Katholischen Gymnasium zu Glatz studierte er Philologie an der Universität Breslau. Das Studium schloss er mit dem Staatsexamen und der Promotion zum Dr. phil. ab. Nach Referendariaten in Königshütte in Oberschlesien und am Matthias-Gymnasium in Breslau war er ab 1906 Studienrat und ab 1926 Oberstudienrat für Deutsch und Neue Sprachen an der Breslauer Bender-Oberrealschule. Zugleich wurde er zum Fachberater beim Oberpräsidium Niederschlesien ernannt. Nach der Habilitation an der Philosophischen Fakultät der Universität Breslau folgte 1929 die Berufung zum außerplanmäßigen Professor für Lateinische Philologie des Mittelalters an die Universität Breslau. Nach dem Zweiten Weltkrieg 1945 und der Vertreibung aus seiner schlesischen Heimat war er von 1945 bis zum Ruhestand 1950 Oberstudiendirektor der Theo-Neubauer-Oberschule in Erfurt. Ab 1955 lehrte er als außerplanmäßiger Professor für Lateinische Philologie, Paläographie und religiöse Volkskunde am Erfurter Priesterseminar. Sein wissenschaftliches Hauptinteresse galt der Kultur- und Religiositätsgeschichte Schlesiens, wozu er bedeutende Monographien beitrug. Insgesamt veröffentlichte er über hundert Schriften.

## Schriften (Auswahl)
- Weihnachten in Schlesien. In: Der Ruf zum XII. Sängerbundesfest 5, Breslau 1936, S. 90–92.
- Schlesische Volkskunde auf kulturgeschichtlicher Grundlage, 1952, Brentanoverlag Stuttgart
- Religiöse Volkskunde im gesamtschlesischen Raum. Grundlagen und Aufgaben. Aschaffenburg 1953, OCLC 73498832.
- Die Kirche zum Heiligen Brunnen (Ecclesia Sacri Fontis) in Erfurt. Leipzig 1957, OCLC 1070506649.
- Johann von Neumarkt, Bischof und Hofkanzler. Religiöse Frührenaissance in Böhmen zur Zeit Kaiser Karls IV. Leipzig 1964, OCLC 73498831.
- Das St. Galler Spiel von der Kindheit Jesu. Untersuchungen und Text. Hildesheim 1977, ISBN 3-487-06175-9.
- Schlesisches Brauchtum im Mittelalter. In: Historische Kommission für Schlesien (Hrsg.): Geschichte Schlesiens – Von der Urzeit bis 1526, Bd. 1, Sigmaringen 1988, ISBN 3-7995-6341-5, S. 378–425.